# Silniční ochranné pásmo
Silniční ochranné pásmo (technické normy používají termín ochranné pásmo pozemní komunikace) je ochranné pásmo určené k ochraně vybraných typů a úseků pozemních komunikací a provozu na nich tím, že jsou zde některé činnosti zakázány nebo omezeny a je zajištěno v nezbytných případech užití těchto pásem vlastníkem nebo správcem komunikace.

## Česká republika

### Vymezení
V České republice mají ochranná pásma:
- dálnice
- silnice
- místní komunikace I. a II. třídy

Zcela bez ochranných pásem jsou tedy všechny účelové komunikace a místní komunikace III. a IV. třídy. 
Ochranná pásma jsou zákonem stanovena pouze pro úseky mimo souvisle zastavěné území obcí, přičemž každá strana komunikace se pro tyto účely posuzuje zvlášť (tj. ochranné pásmo může být jak po obou stranách komunikace, tak jen po jedné straně). Souvisle zastavěným územím obce se pro tyto účely považuje území, na němž je postaveno pět nebo více budov odlišných vlastníků, kterým bylo přiděleno popisné nebo evidenční číslo a které jsou evidovány v katastru nemovitostí, přičemž mezi rohy půdorysů těchto budov zvětšených po celém obvodu o 5 metrů není spojnice delší než 75 metrů (v případě obloukovitého půdorysu je spojnice jeho tečnou). 
Silniční ochranné pásmo je vymezeno jako prostor ohraničený svislými plochami vedenými do výšky 50 m ve stanovené vzdálenosti:
- pro dálnici ve vzdálenosti 100 m od osy přilehlého jízdního pásu dálnice anebo od osy větve její křižovatky s jinou pozemní komunikací. Pokud by takto určené pásmo nezahrnovalo celou plochu odpočívky, tvoří hranici pásma hranice silničního pozemku. Pro případ povolování, zřizování a provozování reklamních zařízení, která by byla viditelná uživateli dotčené dálnice, je hranice ochranného pásma  posunuta ze 100 metrů na 250 metrů.
- pro silnici I. třídy nebo místní komunikaci I. třídy ve vzdálenosti 50 metrů od osy vozovky nebo přilehlého jízdního pásu
- pro silnici II. nebo III. třídy nebo místní komunikaci II. třídy ve vzdálenosti 15 metrů od osy vozovky nebo od osy přilehlého jízdního pásu

### Vznik
Pro nově budovanou nebo rekonstruovanou pozemní komunikaci vzniká silniční ochranné pásmo na základě rozhodnutí o umístění stavby nebo společného povolení, kterým se stavba umisťuje a povoluje.

### Regulace

#### Reklamní zařízení
V silničním ochranném pásmu je nutné povolení ke zřízení i provozování reklamních zařízení. Bez povolení nesmí v silničním ochranném pásmu umisťovat reklamní zařízení ani vlastník na své vlastní nemovitosti. Podmínkou vydání povolení je, že reklamní zařízení není  zaměnitelné s dopravními značkami, světelnými signály, zařízeními pro provozní informace nebo s dopravními zařízeními a nemůže-li oslnit uživatele dotčené pozemní komunikace nebo jinak narušit provoz na pozemních komunikacích.
V ochranném pásmu dálnice nebo silnice I. třídy je další podmínkou, že musí reklamní zařízení sloužit k označení provozovny, která se nachází v silničním ochranném pásmu ve vzdálenosti do 200 metrů od reklamního zařízení. Tato regulace byla do zákona doplněna novelou 196/2012 Sb. a přechodné ustanovení omezuje platnost dřívějších povolení na dobu maximálně 5 let od nabytí účinnosti této novely. 
Povolení vydává silniční správní úřad, podmínkou vydání je též souhlas vlastníka nemovitosti, na které má být reklamní zařízení umístěno nebo provozováno, v případě dálnice navíc souhlas ministerstva vnitra, v případě silnice nebo místní komunikace souhlas Policie České republiky. Povolení se vydává na základě písemné žádosti konkrétní fyzické nebo právnické osobě, a to na dobu určitou nejdéle 5 let. V rozhodnutí se stanoví podmínky zřizování a provozování reklamního zařízení. Pokud držitel povolení porušuje stanovené podmínky, silniční správní úřad rozhodne o odejmutí povolení a nové povolení lze vydat nejdříve po 3 letech od doby, kdy rozhodnutí o odejmutí nabylo právní moci. Na základě odůvodněné žádosti držitele povolení může silniční správní úřad rozhodnout o jeho změně. Zřízení a provozování reklamního zařízení se povoluje jako zvláštní užívání pozemní komunikace.
Pokud se silniční správní úřad dozví o zřízení nebo existenci reklamního zařízení, které bylo v ochranném pásmu umístěno v rozporu s některou ze zákonných podmínek a zároveň bez patřičného povolení silničního správního úřadu, je povinen do 7 dnů vyzvat vlastníka zařízení k jeho odstranění. Vlastník je povinen reklamní zařízení odstranit neprodleně, nejpozději do 5 pracovních dnů od doručení výzvy od úřadu. Pokud tak neučiní, silniční správní úřad zajistí do 15 pracovních dnů zakrytí reklamy a následně zajistí odstranění a likvidaci reklamního zařízení na náklady vlastníka tohoto zařízení, a to bez ohledu na to, zda zařízení bylo povoleno stavebním úřadem. Vlastník nemovitosti je povinen umožnit vstup na svoji nemovitost za účelem zakrytí reklamy a za účelem odstranění a likvidace tohoto reklamního zařízení. Vznikne-li tím škoda na nemovitosti, je povinen ji nahradit „ten, kdo škodu způsobil“.

#### Stavební činnost a terénní úpravy
Povolením silničního správního úřadu a podmínkami stanovenými v tomto povolení jsou v silničním ochranném pásmu podmíněny:
- umistění a provádění staveb, které podle stavebního zákona vyžadují povolení, souhlas nebo ohlášení stavebnímu úřadu,
- provádění terénních úprav, jimiž by se úroveň terénu snížila nebo zvýšila ve vztahu k niveletě vozovky.

Toto povolení se nevyžaduje pro stavby čekáren linkové osobní dopravy, zařízení tramvajových a trolejbusových drah, telekomunikačních a energetických vedení a pro stavby související s úpravou odtokových poměrů.
V územním, stavebním nebo společném územním a stavebním řízení je povolení nahrazeno závazným stanoviskem příslušného silničního správního úřadu.

#### Zajištění rozhledových poměrů
V silničním ochranném pásmu 
- na vnitřní straně oblouku silnice nebo místní komunikace I. nebo II. třídy o poloměru 500 m nebo menším a
- v rozhledových trojúhelnících prostorů úrovňových křižovatek těchto pozemních komunikací (strany rozhledových trojúhelníků se stanovují 100 m u silnice označené dopravní značkou jako silnice hlavní a 55 m u silnice označené dopravní značkou jako silnice vedlejší)

se nesmí zřizovat a provozovat jakékoliv objekty, vysazovat stromy nebo vysoké keře a pěstovat takové kultury, které by svým vzrůstem a s přihlédnutím k úrovni terénu rušily rozhled potřebný pro bezpečnost silničního provozu. To neplatí pro lesní porosty s keřovým parkem (sic!) zajišťující stabilitu okraje lesa.

#### Využití ochranného pásma pro účely údržby, ochrany, obsluhy nebo užití komunikace
Vlastník, popřípadě správce dálnice, silnice nebo místní komunikace I. nebo II. třídy je oprávněn v silničním ochranném pásmu na nezbytnou dobu a v nezbytné míře vstupovat na cizí pozemky nebo na stavby na nich stojící za účelem oprav, údržby, umístění zásněžek, odstraňování následků nehod a jiných překážek omezujících silniční provoz. Odpovídá přitom za způsobené škody. Je-li to nezbytné ve stavu nouze nebo v naléhavém veřejném zájmu na zachování sjízdnosti a schůdnosti komunikace, je vlastník, popřípadě správce dálnice, silnice nebo místní komunikace oprávněn na nezbytnou dobu, v nezbytné míře a za náhradu použít nemovitost vlastníka v silničním ochranném pásmu.
Pokud jde o komunikaci nebo úsek komunikace, kde ochranné pásmo není zřízeno, plati obdobná oprávnění pro vstup na pozemky sousedící s komunikací nebo pro jejich použití.

### Jiná ohrožení
Ochranu před pádem stromů rostoucích v blízkosti komunikace či větví z nich, před sněhovými lavinami, sesuvy půdy, zaplavování komunikace vodou a nánosy a podobnými vlivy zajišťuje zákon o pozemních komunikacích nezávisle na vymezení ochranného pásma. Podle § 35 zákona vlastníci nemovitostí v sousedství dálnice, silnice a místní komunikace jsou povinni strpět, aby na jejich pozemcích byla provedena nezbytná opatření k zabránění sesuvů půdy, padání kamenů, lavin a stromů nebo jejich částí, vznikne-li toto nebezpečí výstavbou nebo provozem dálnice, silnice a místní komunikace nebo přírodními vlivy. Vznikne-li toto nebezpečí z jednání těchto vlastníků, jsou povinni učinit nezbytná opatření na svůj náklad. O rozsahu a způsobu provedení nezbytných opatření a o tom, kdo je provede, rozhodne silniční správní úřad. Silniční správní úřad zjišťuje zdroje ohrožování dálnice, silnice a místní komunikace a zdroje rušení silničního provozu na nich. Zjistí-li silniční správní úřad jiný zdroj ohrožení, nařídí jeho provozovateli nebo vlastníku jeho odstranění. Nevyhoví-li provozovatel nebo vlastník zdroje ohrožení, silniční správní úřad rozhodne o odstranění zdroje ohrožení na jeho náklady. To opět není nijak podmíněno existencí ani vymezením ochranného pásma. Podle původního návrhu zákona o pozemních komunikací měl za odstranění zdroje ohrožení odpovídat vždy vlastník zdroje ohrožení. Na základě pozměňovacího návrhu a z důvodu sladění se zákonem o lesích a k dosažení ústavní konformity byly zdroje ohrožení rozlišeny na vlivy přírodní a vlivy jednání vlastníků (v zákoně o drahách ústavní soud v roce 2002 objektivní odpovědnost vlastníků za jejich zdroje ohrožení zrušil). V případě preventivního kácení stromů v lese u silnice i převisu větví do průjezdního či průchozího profilu se uplatňují jednak § 35 zákona o pozemních komunikacích, jednak § 22 lesního zákona, přičemž jejich vzájemný vztah nebyl dosud v odborné literatuře a judikatuře uspokojivě vyřešen – Nejvyšší správní soud prozatím v roce 2008 dovodil, že mezi nimi není vztah obecného a zvláštního. Dle § 35 odst. 2 zákona o pozemních komunikacích lze uložit jen odstranění zdroje ohrožení, nikoliv zdroje rušení silničního provozu, avšak převisy větví jsou zdrojem rušení provozu. Lze dovozovat, že vlastník komunikace by zde mohl uplatnit právo svépomoci dle občanského zákoníku, a to na své vlastní náklady. Co se týče pádu stromů, v roce 2014 Nejvyšší soud rozhodl, že za pád jinak zdravého stromu vlivem extrémního počasí nenese vlastník stromu a pozemní komunikace odpovědnost, a to ani v případě, kdy jsou stromy nakloněny přímo nad silnici a rostou v příkrém svahu.
Obecně kolizní situace ošetřuje občanský zákoník tradiční úpravou občanského a zejména sousedského práva, zejména stanovením povinnosti počínat si tak, aby nedocházelo ke škodám, možností soudní ochrany před ohrožením a povinností každého, komu hrozí škoda, zakročit přiměřeným způsobem k jejímu odvrácení. Veřejnoprávní úprava v zákoně o pozemních komunikací jde nad rámec soukromoprávní úpravy občanským zákoníkem, ale nevylučuje ji. Speciální oprávnění mají při odvracení škod složky integrovaného záchranného systému.